# Rio dos Cedros
Rio dos Cedros là một đô thị thuộc bang Santa Catarina, Brasil. Đô thị này có diện tích 555,654 km², dân số năm 2007 là 9159 người, mật độ 16,5 người/km².